# Гайлис, Август Юрьевич
Август Юрьевич Гайлис (Гайлитис), псевдонимы Валин, Фрейлих, Нойберг (1895, ст. Мюльграбен Рижского уезда— 1937) — советский военный деятель, сотрудник советской военной разведки, комбриг (1936).

## Биография
Родился в латышской семье рабочих. Закончил прогимназию. С 1905 до 1914 гг. работал пастухом, чернорабочим на лесопромышленном, химическом и судостроительном заводах. Был партийным активистом организации РСДРП по месту жительства, в 1912 или 1913 за участие в забастовке арестован и три месяца находился в заключении в тюрьме в Риге. 
С началом Первой мировой войны мобилизован. Рядовой 175-го запасного батальона в с. Медведи Новгородской губернии. Дезертировал и был возвращён, с 1915 года воевал в действующей армии (434-й Череповецкий пехотный полк 6-й армии, затем 5-й Латышский стрелковый полк 12-й армии). 
Член РСДРП(б) с 1917, после Февральской революции был избран председателем товарищеского суда в роте, председателем ротного комитета, членом полкового комитета. 
С февраля 1918 начальник отдела по продовольствию Красной гвардии города Луги. С мая 1918 состоял членом коллегии Лужской уездной ЧК. С 1918 на службе в Красной армии — красноармеец, затем комиссар 5-го латышского полка, помощник начальника и начальник оперативного управления штаба 15-й армии с марта по сентябрь 1920. 
С октября 1920 слушатель Академии Генерального штаба РККА. В конце 1920 года поступил в Военную академию РККА и в 1923 году её окончил.
В мае 1923 года вместе с К. Ю. Янелем был направлен на нелегальную работу в Латвию и Веймарскую республику. В 1923-1925 годах был военным советником германской коммунистической партии. С 1925 по 1926 год находился в распоряжении заместителя народного комиссара внутренних дел и председателя РВС. В 1926 году был назначен помощником начальника, заместителем начальника четвёртого отдела Четвёртого (разведывательного) управления Штаба РККА. В 1926-1927 годах был секретарём комиссии по Китаю при Политбюро ЦК ВКП(б). В сентябре 1926 года был назначен помощником, а затем заместителем 4-го отдела разведывательного управления штаба РККА. С августа 1929 командир батальона 241-го стрелкового полка (в порядке стажировки). С декабря 1929 по март 1930 исполнял обязанности командира и военного комиссара того же полка. В августе 1930 года отчислен в распоряжение разведывательного управления и назначен военным советником ЦК коммунистической партии Китая. В ноябре 1931 года назначен помощником начальника 2-го отдела разведывательного управления штаба РККА. С декабря 1932 года начальник разведывательного отдела штаба ОКДВА. С апреля 1937 года начальник 2-го отдела разведывательного управления РККА. В четырёх специальных командировках за рубеж провёл почти четыре года, один раз был арестован и провёл в тюрьме три месяца.
Проживал по адресу: Москва, улица Плющиха, дом 13, квартира 5. Арестован НКВД 26 июля 1937, осуждён 26 октября того же года Военной коллегией Верховного суда СССР по обвинению в измене Родине и участии в контрреволюционной террористической организации к ВМН. Расстрелян в день вынесения обвинительного приговора. Реабилитирован посмертно 1 июня 1957, определением Военной коллегии Верховного суда СССР. Захоронен на Донском кладбище.
Его жена, Шабалина Валентина Александровна (1902, Псков—1942, А.Л.Ж.И.Р), разведчица, также была арестована. Умерла в лагере.

### Звания
- рядовой;
- унтер-офицер;
- красноармеец (1918);
- комбриг, 21 июля 1936.

### Награды
- орден Красного Знамени (1928).

## Сочинения
- Нейберг [Гайлис] А. Ю. Вооружённое восстание. М.; А., 1931.